# Parque Nacional Gard de Buzk

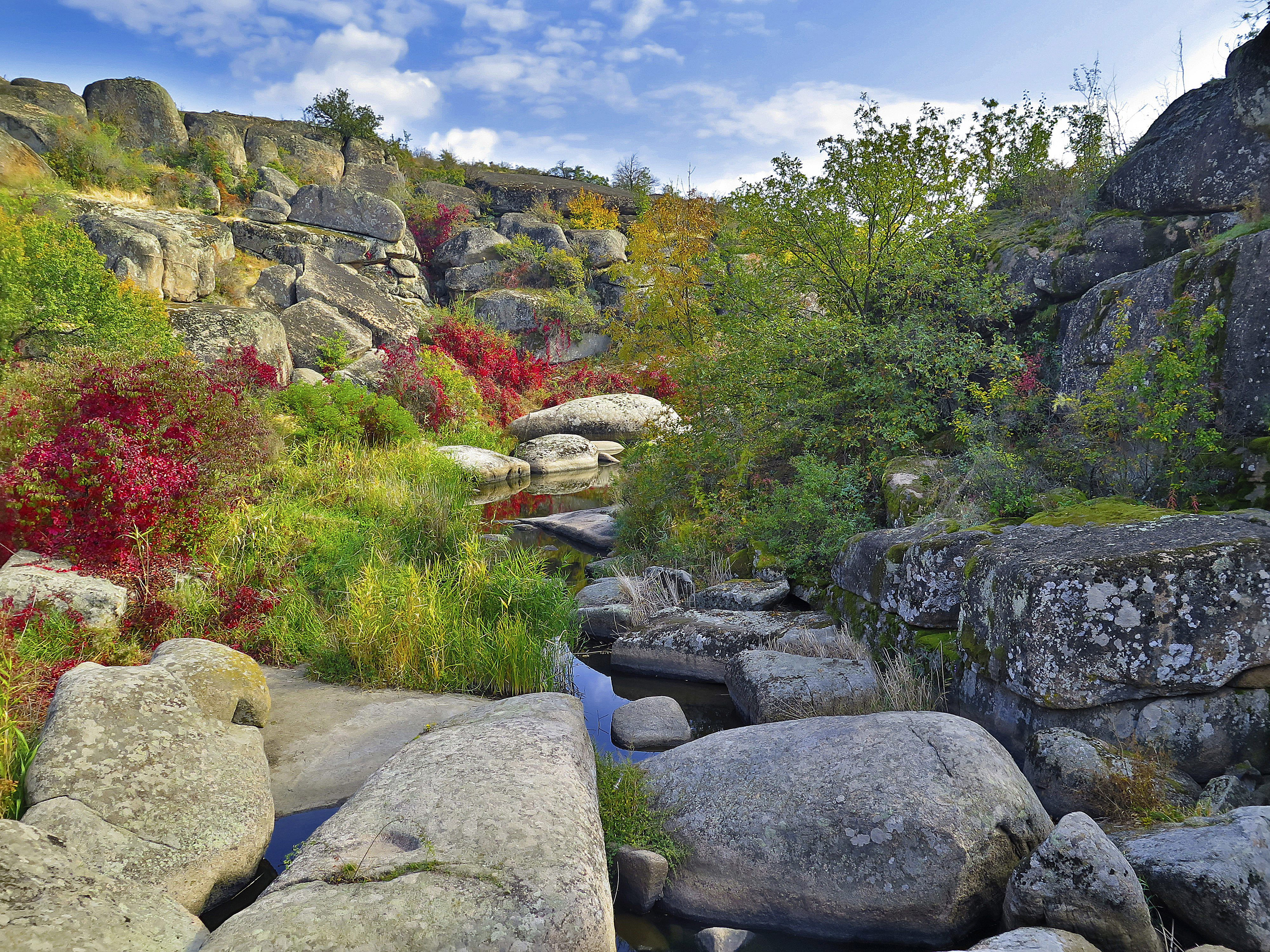
Arbuzinsky Canyon in Fall

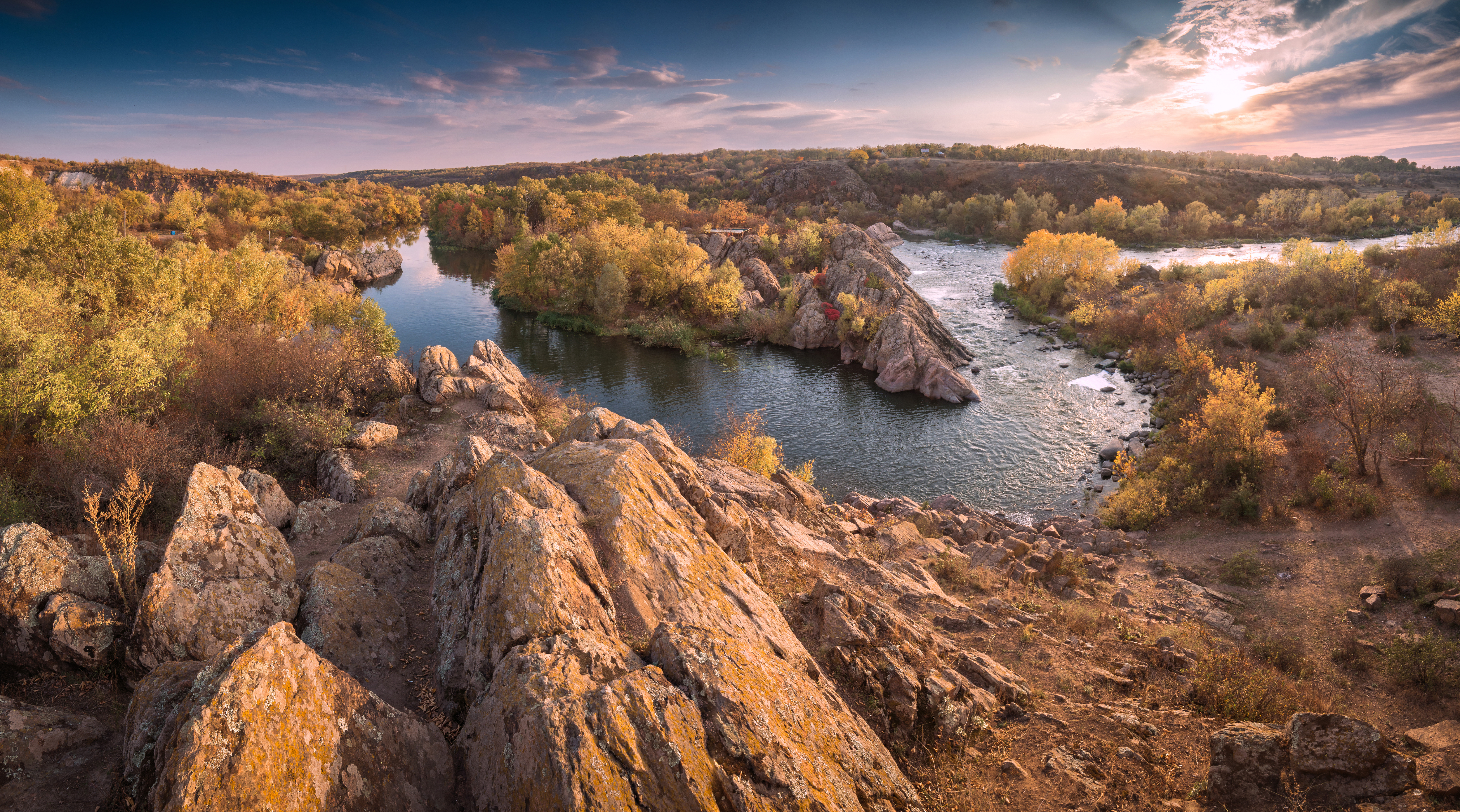
Panorama

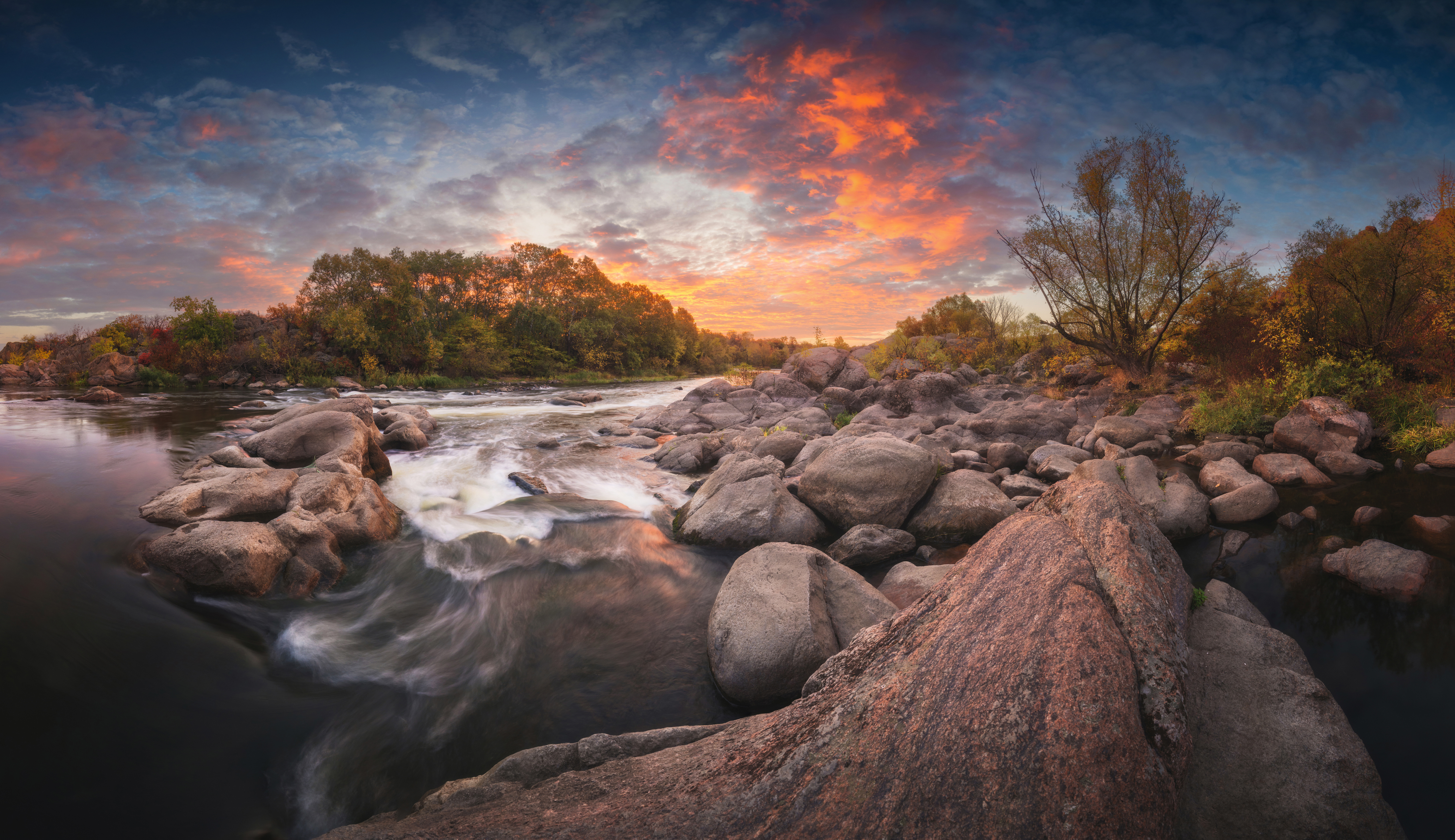
Panorama

Parque Nacional Gard de Buzk (em ucraniano:  Національний природний парк «Бузький Гард») abrange uma área ao longo do rio Bug Meridional no centro-sul da Ucrânia. Neste ponto, o Rio Bug do Sul corta a borda sul do Escudo Ucraniano (um bloco de rocha de base arqueana). O parque é, portanto, um desfiladeiro no qual transita o rio do planalto de terras altas para a região de estepe. O nome pode ser traduzido como "Buzk Gard" ou "Bug Gard", onde um "gard" era um tipo de estrutura de pesca usada na era cossaca. O parque está espalhado em secções sobre os distritos de Arbuzynka, Bratske, Voznesensk, Domanivka e Pervomaisk de Mykolaiv Oblast. As principais porções são cerca de 140 km a montante do estuário do Bug Meridional, no Mar Negro.

## Topografia
O parque, que é uma coleção de áreas próximas, é principalmente centrado no rio Bug do Sul, onde o rio faz a transição das terras altas para a estepe. A queda ocorre em um cânion relativamente estreito com afloramentos de granito e inúmeras saliências, corredeiras e ilhas.

## Ecorregião e clima
O clima é classificado como clima continental úmido, verão quente (classificação climática de Köppen (Dfb)). Este clima é caracterizado por grandes oscilações de temperatura, tanto diurnas como sazonais, com verões amenos e invernos frios e com neve.  Precipitação média de 450 – 500 mm/ano.

## Flora e fauna
A biodiversidade é alta, pois o parque fica em um ponto de transição entre a floresta de terra firme e a estepe de planície. Os cientistas do parque registraram 900 espécies de plantas e 300 espécies de vertebrados. O planalto superior é parcialmente florestado, a zona de queda apresenta terreno rochoso de arbustos e juncos em transição para vegetação de estepe.

## Uso público
A maioria dos visitantes do parque chega como parte de grupos de turismo patrocinados ou com arranjos de hospedagem. Os indivíduos que desejam visitar devem entrar em contato com os escritórios administrativos com antecedência para obter informações sobre as regras do parque. O parque oferece trilhas ecológicas e passeios públicos.